# Anna-Lena Grüne
Anna-Lena Grüne (* 30. Oktober 2001 in Hildesheim) ist eine deutsche Beachvolleyballspielerin.

## Karriere
Grüne wurde 2016 mit Paula Klemperer Fünfte bei der deutschen U18-Meisterschaft. 2017 bildete sie ein Duo mit Lea Sophie Kunst. Grüne/Kunst wurden Vizemeister der U17 und U18. 2018 nahmen sie in Nürnberg an der Qualifikation zur Techniker Beach Tour teil. Bei der U19-Weltmeisterschaft in Nanjing kamen sie auf den neunten Platz. Anschließend wurden sie deutsche Meisterinnen der U18. Mit Greta Klein-Hitpaß erreichte Grüne auch das Finale des U19-Turniers. Trainer während der Zeit von 2015 bis 2019 war Stefan Drews, der mit dem Kader des Nordwestdeutschen Volleyballverbandes mehrere nationale Titel holte. 2019 spielte Grüne vor allem mit Nele Schmitt und Chenoa Christ. Grüne/Schmitt erreichten auf der Techniker Beach Tour 2019 den neunten Platz in Nürnberg und den 13. Rang in Dresden.
2020 kam Grüne bei der Beach-Liga als Ersatzspielerin zum Einsatz. Mit Isabel Schneider spielte sie die zweite Turnierwoche und trat auch im Final Four an, bei dem sie nach zwei Niederlagen den vierten Platz erreichte. Das erste Qualifikationsturnier der Comdirect Beach Tour 2020 bestritt sie mit Julika Hoffmann. Beim zweiten Turnier spielte sie mit Olympiasiegerin Kira Walkenhorst und qualifizierte sich für die deutsche Meisterschaft, bei der sie den fünften Platz erreichte.
Im Januar/Februar 2021 nahmen Grüne/Schmitt an der ersten Ausgabe der German Beach Trophy in Düsseldorf teil. Dort erreichten sie das Playoff-Viertelfinale, das sie gegen die späteren Siegerinnen Nadine und Teresa Strauss verloren. Im April 2021 verließ Grüne den MTV 48 Hildesheim und schloss sich den Helios Grizzlys Giesen an.  Mit Leonie Körtzinger gewann Grüne in Stuttgart den Qualifier für Timmendorfer Strand. Beim FIVB 1-Stern-Turnier in Leuven wurde sie mit Chenoa Christ Zweite. Bei zwei anschließenden FIVB 1-Stern-Turnieren spielte Grüne mit Sarah Schulz. Dabei gewann sie das Turnier in Apeldoorn und wurde Zweite in Nijmegen. Beim 4-Sterne-Turnier im November in Itapema landeten sie auf Platz 17.
2022 spielte Grüne wieder mit Kira Walkenhorst. Im Juli gewannen Grüne/Walkenhorst auf der German Beach Tour die Turniere in Hamburg und in Bremen. Mit Anna Behlen gewann sie im August das „Rock the Beach“-Turnier in Berlin. Bei der deutschen Meisterschaft im September erreichten Grüne/Walkenhorst Platz drei. Ende 2022 war Sarah Schulz wieder Grünes Partnerin. Bei zwei Challenge-Turnieren auf der World Beach Pro Tour in Dubai erreichten Grüne/Schulz die Plätze neun und fünf.
2023 fiel Grüne nach einer Schulter-Operation aus. 2024 spielte Grüne wieder zusammen mit Chenoa Christ und siegte gleich beim ersten Future-Turnier in Nuvali. Im Juni/Juli konnten die beiden Deutschen den Erfolg bei den Future-Turnieren in Messina und in Rakvere wiederholen. Bei der Deutschen Meisterschaft 2024 erreichten Christ/Grüne Platz fünf. Anschließend wurde Grüne in Rio de Janeiro zusammen mit Hanna-Marie Schieder Studentenweltmeisterin. Bei den Challenge-Events im November 2024 mit Lea Sophie Kunst erreichte Grüne in Haikou Platz 13, in Chennai Platz 19 und in Nuvali Platz sieben.
2025 spielt Grüne an der Seite von Sandra Ittlinger. Auf der German Beach Tour erreichten Grüne/Ittlinger in Düsseldorf die Plätze drei und zwei sowie in München erneut Platz zwei. Auf der World Pro Tour 2025 hatten sie ihr bestes Ergebnis mit Platz fünf beim Elite16-Turnier in Gstaad. Zusammen mit Svenja Müller und Cinja Tillmann gewannen sie als „Team Deutschland“ beim CEV Beachvolleyball Nations Cup 2025 das Endrunden-Turnier in Espinho.

## Spielstil
Mit 1,73 Metern ist Anna-Lena Grüne für eine professionelle Beachvolleyballerin relativ klein. Diese fehlende Körpergröße macht sie durch eine exzellente Kraft und Athletik sowie hohen Spielwitz wett.